# Young-Luv.com
Young-Luv.com è il secondo EP del girl group sudcoreano STAYC, pubblicato nel 2022.

## Tracce
1. Run2U – 3:33
2. Same Same – 3:01
3. 247 – 3:10
4. Young Luv – 3:26
5. Butterfly – 3:27
6. I Want U Baby – 2:53